# Jakov Nenadović
Jakov Nenadović, in serbo Јаков Ненадовић (Brankovina, 1765 – Vienna, 1836), è stato un politico e militare serbo.
Assieme a suo fratello Mateja Nenadović gioca un ruolo di primo piano nella prima rivolta serba contro il dominio dell'Impero ottomano e viene nominato primo Ministro dell'Interno della Serbia.
Nel 1805 partecipa alla creazione del Consiglio di amministrazione che governerà la Serbia liberata e nel 1810 ne diventa capo.
Nel 1814 dopo il fallimento del tentativo indipendentista e la riconquista della Serbia da parte degli ottomani, Nenadović fugge in Moldavia, poi in Russia e Austria.